# Коган-Бернштейн, Матвей Львович
Матве́й Львович Ко́ган-Бернште́йн (3 августа 1886, Дерпт, Лифляндская губерния — начало октября 1918, Чёрный Затон, Саратовская губерния) — русский революционер, политический деятель, доктор философии.

## Биография

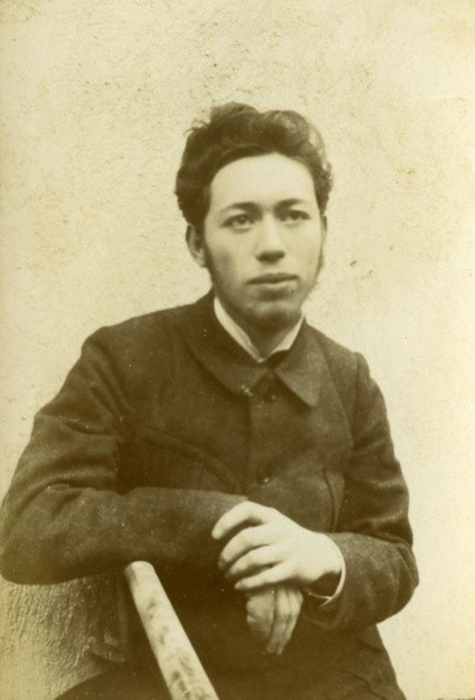
М. Коган-Бернштейн в юности

Сын революционеров-народовольцев Льва Матвеевича Коган-Бернштейна и Натальи Осиповны Коган-Бернштейн (урождённой Барановой), племянник врача, сионистского общественного деятеля Я. М. Бернштейн-Когана и врача А. М. Бернштейн-Коган. Окончил красноярскую гимназию, Гейдельбергский университет. В 1904—1905, 1907—1909 годах жил в Германии. Член партии социал-революционеров. Участник революции 1905—1907. С 1914 года жил в Воронеже под надзором полиции, работал в Азовском банке.
В 1917 году — председатель Воронежского губернского комитета, член ЦК партии эсеров, делегат, председатель Воронежского совета, гласный Воронежской городской думы, член Всероссийского демократического совещания, член Учредительного собрания от Воронежской губернии. Являлся членом редколлегии газеты «Социалист-революционер». 21—23 мая 1917 года — председатель губернской конференции эсеров, избравшей Когана-Бернштейна делегатом на 3-й съезд ПСР (25 мая — 4 июня). Коган-Бернштейн, выдвинутый левым крылом съезда в ЦК партии, был забаллотирован. От Воронежского Совета РСКД делегат 1-го Всероссийского съезда Советов РСД (3-24 июня); избран членом ВЦИК. Осуждал большевиков за стремление к сепаратному миру и захвату власти.
20—24 июля 1917 года — председатель 2-го губернского крестьянского съезда. 2—5 августа 1917 года под руководством Когана-Бернштейна состоялся 2-й губернский съезд эсеров, обсудивший текущий момент, аграрную политику партии, избравший губком. 14 августа на перевыборах Воронежского Совета Коган-Бернштейн избран его председателем. С 28 августа 1917 года — председатель Революционного распорядительного комитета, созданного на экстренном заседании Совета в связи с телеграммой о движении генерала Л. Г. Корнилова на Петроград. 1 сентября Совет заслушал доклад Когана-Бернштейна о деятельности комитета. 8 сентября 1917 года Коган-Бернштейн был избран Городской думой делегатом на Всероссийское демократическое совещание. 2 октября 1917 года Коган-Бернштейн сложил с себя полномочия председателя Совета, но остался в его составе.
27 октября 1917 года он огласил на исполкоме телеграмму из Петрограда о вооруженном восстании и потребовал от фракции большевиков ответа об их отношении к происходящим событиям. В тот же день, после выступления Когана-Бернштейна на общем собрании Совета, было решено создать в городе для поддержания порядка и спокойствия Революционный Комитет общественной безопасности (большевики и левые эсеры отказались войти в него). 28 октября, после выступления Когана-Бернштейна на заседании Городской думы, она присоединилась к этому решению. 6 ноября после перехода власти в Воронеже к ВРК, созданному большевиками и левыми эсерами, Коган-Бернштейн покинул город. На выборах в Учредительное Собрание избран его членом от эсеров по Воронежскому округу.
Коган-Бернштейн до раскола солидаризовался с левым крылом эсеров, входил в редакционный коллектив журнала «Наш Путь». После образования ПЛСР Коган-Бернштейн не вошёл в эту партию, критически отнёсся к самому расколу. На 4-м съезде ПСР подверг критике А. Ф. Керенского, предложил исключить из партии «воленародовцев» и выпрямить курс партии влево, иначе «мы будем осуждены историей», избран кандидатом в члены ЦК, входил в рабочую комиссию ЦК ПСР. Перед Учредительным Собранием работал в бюро парламентской фракции и комиссиях по рабочему вопросу и международной политике.8 января 1918 года на заседании ЦК эсеров назначен руководителем рабочей комиссии ЦК; с января — редактор журнала ЦК эсеров «Партийные Известия»; опубликовал в нём ряд статей.
На Воронежском губернском съезде КД избран делегатом на 3-й съезд Советов крестьянских депутатов. После объединения Советов Коган-Бернштейн избирался членом ВЦИК 3-го и 4-го созывов. Возглавил фракцию эсеров центра во ВЦИК. 18 апреля на заседании ВЦИК подверг резкой критике систему власти, устанавливаемую большевиками. Принимал участие в 8-м Совете ПСР, на котором выступил с содокладом по вопросу о вооруженной борьбе с большевиками, разойдясь при этом с большинством ЦК, был «против» вооруженной борьбы с большевиками. Сотрудничал в различных эсеровских изданиях.
В июне 1918 года лишён мандата члена ВЦИК как эсер. В августе нелегально перешёл Восточный фронт в районе Саратова, перебравшись на территорию Комуча. Выступал с критикой правых элементов в ПСР, за что был отстранён от участия в работе ЦК (по другим сведениям, вышел сам). Демонстративно покинул Уфимское государственное совещание, декларировавшее необходимость свержения Советской власти и аннулирование Брестского мира. В сентябре решил вернуться в Советскую Россию. По некоторым данным, Коган-Бернштейн направлялся в Саратов к В. М. Чернову. В прифронтовой деревне Чёрный Затон под Сызранью М. Коган-Бернштейн был арестован большевиками и расстрелян по приговору военно-полевого суда.
Обстоятельства его смерти были впоследствии фальсифицированы, так согласно Малой Советской энциклопедии, «будучи членом ЦК, вёл борьбу с правыми и центристами. Порвав во время чехо-словацкого восстания со своей партией и направляясь в Советскую Россию», при переходе фронта близ Сызрани был задержан белогвардейцами и расстрелян как член Учредительного Собрания.

## Семья
- Жена — Фаина Абрамовна Коган-Бернштейн, урождённая Аронгауз (1899—1976), переводчик, историк-медиевист.
- Двоюродная сестра — Мария Яковлевна Бернштейн-Коган, режиссёр, основоположница еврейского театра в подмандатной Палестине.
- Двоюродный брат — Сергей Владимирович Бернштейн-Коган, экономико-географ.
- Троюродные братья — Лев Семёнович Берг, зоолог и географ; Лев Рудольфович Коган, литературовед-пушкинист.